# گورنگی بونیبرود
گورنگی بونیبرود (به صربی: Gornji Bunibrod) یک منطقهٔ مسکونی در صربستان است که در لسکواس واقع شده‌است. گورنگی بونیبرود ۷۶۲ نفر جمعیت دارد.